# Angebotsfunktion

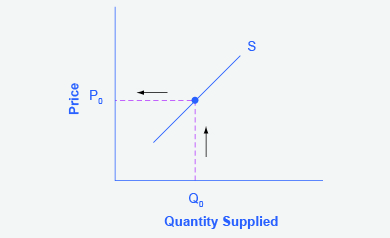
Lineare Angebotskurve: mit steigendem Preis erhöht sich die Angebotsmenge

Die Angebotsfunktion (oder Angebotskurve) ist in der Volkswirtschaftslehre die funktionale Beziehung der Angebotsmenge in Abhängigkeit vom Preis. Pendant ist die Nachfragefunktion.

## Allgemeines
Zwischen dem Preis und dem Angebot besteht eine Abhängigkeit, denn zu einem Preis von null ist niemand – bei rationalem Handeln – bereit, etwas anzubieten; steigt der Preis, erhöht sich auch die Angebotsbereitschaft. Nach dem Gesetz des Angebots ist im Normalfall bei hohen Preisen das Angebot groß, bei niedrigen Preisen ist das Angebot gering. Die Angebotsfunktion betrifft beispielsweise das Güterangebot auf dem Gütermarkt, das zu einem bestimmten Güterpreis nachgefragt wird. 

## Mathematische Darstellung
Gewöhnlich handelt es sich um eine lineare Funktion, welche die Abhängigkeit der Angebotsmenge eines Gutes {\displaystyle S} („S“ für englisch supply) in Abhängigkeit von seinem Preis {\displaystyle p} beschreibt:
{\displaystyle S=F(p)}.
Der Funktionsgraph der Angebotsfunktion ist die Angebotskurve. Sie verläuft im Regelfall von links unten nach rechts oben. Je flacher sie verläuft, umso höher ist die Angebotselastizität.

## Wirtschaftliche Aspekte
Die Angebotsfunktion gilt sowohl für ein einzelnes Unternehmen als auch aggregiert für einen Wirtschaftszweig oder das Gesamtangebot in einer Volkswirtschaft. Empirisch kann sie auch für das Arbeitsangebot, Devisenangebot, Geldangebot, Kapitalangebot oder Kreditangebot ermittelt werden. Dabei sind jedoch marktabhängige Eigenheiten zu berücksichtigen. Im Keynesianismus wird beispielsweise unterstellt, dass auf dem Arbeitsmarkt das Arbeitsangebot wegen der Geldillusion mit steigendem Nominallohn zunimmt und bei Inflation nicht (oder nicht sofort) verringert wird. Geht man davon aus, dass auf dem Geldmarkt das Geldangebot durch Zentralbankgeld bereitgestellt wird, so können die Geschäftsbanken ihre Geldnachfrage zu einem konstant bleibenden Hauptrefinanzierungssatz oder sonstigen Leitzins unbegrenzt befriedigen. Die marginalen Refinanzierungskosten der Geschäftsbanken bleiben bei einer reinen Zinssteuerung der Zentralbank unverändert, und die Erhöhung des Geldschöpfungsmultiplikators hat wiederum keine Auswirkungen auf das Kreditangebot auf dem Kreditmarkt. Neben diesem Außengeld durch Zentralbankgeld können die Geschäftsbanken das Geldangebot auch durch Ankauf von Vermögenswerten (etwa Devisen) von Nichtbanken erhöhen (Innengeld). 